# Хужир (Закаменський район)
Хужир (рос. Хужир, бур. Хужар) — улус Закаменського району, Бурятії Росії. Входить до складу Сільського поселення Хужирське.
Населення — 346 осіб (2015 рік).